# The Karate Kid (jogo eletrônico)
The Karate Kid é um jogo de videogame lançado pela LJN Toys Ltd. em 1987 nos Estados Unidos.

## História
Como mencionado na introdução, não há nenhuma. Não temos qualquer indício que
Chozen é, onde o Sr. Miyagi é, ou por que estamos passando por isso. É claro
este não demorou muito para produzir antes o brilho do filme morreu
para baixo. O seguinte é a única história que você vai receber de The Karate Kid
NES jogo e é encontrado apenas no manual (e na internet):
Pense que você pode lidar com um verdadeiro desafio de artes marciais? Então que tal orientação
DANIEL SAN através da série de Hazzards, obstáculos e desafios que
ficar em seu caminho? Mas não pense que apenas ser capaz de lutar vai ficar
através de você. Este tempo não é suficiente para apenas seu soco, chute, salto e ... este
o seu tempo total de treinamento de artes marciais vai ser posta à prova. sua
disciplina e controle interno poderia ser o que salva a sua vida. Você tem que provar
que você é capaz de pensar, raciocinar e reagir. Captura uma mosca
com seus pauzinhos, ou rachar blocos de gelo com a mão é apenas
tão importante quanto lutar cara a cara com seu inimigo.
Este desafio vai levá-lo para o Torneio de Karate em Los Angeles, as estradas vicinais
de Okinawa e muitas áreas estranhas além. Sempre mantenha sua mente clara e
lembrar de tudo que lhe foi ensinado e talvez ... apenas talvez ... você vai fazer isso.

## Jogabilidade
Há quatro níveis do jogo, e eles jogam fora como o filme vai. Ele termina com Pat Morita piscando para o jogador da tela.

### Level 1
O jogo começa com Daniel LaRusso luta no Vale do All Karate Tournament (o local para o clímax do filme Karate Kid primeiro de). Ele terá que passar por quatro lutadores, a fim de avançar para a próxima fase. O bar do adversário energia aumenta à medida que o jogador progride através deles. A luta final é presumivelmente com Johnny Lawrence do filme.

### Level 2
Daniel, então, começa o segundo nível que é definido em Okinawa (a configuração primária de The Karate Kid, Part II). Lá, ele deve enviar bandidos aleatórios que morrem em um hit, progredindo para Chozen no final da etapa. Para cada poucos inimigos despachados, Daniel pode coletar pequena "C" e "D" símbolos que lhe permitem usar pontapés e socos guindaste de bateria, respectivamente. Eles também reconstituir uma pequena quantidade de metros de Daniel energia. Há também entradas algumas óbvias e não tão óbvio que Daniel pode ganhar Socos e pontapés Tambor guindaste por qualquer quebra-gelo blocos, pegando moscas com pauzinhos ou esquivando um martelo balançando.

### Level 3
Na terceira etapa do jogo, Daniel está em uma fase, que é quase idêntica à da primeira (com alguns saltos complicados) durante um furacão. O tufão provoca um forte vento de interferir com saltos do jogador e vários objetos (paus, pássaros) para voar através do ar e ameaçar a energia do jogador. Eles podem ser colocados para pontos extras, no entanto. O patrão está Chozen novamente e desta vez, há uma garota em um poste que Daniel deve salvar. Não é necessário bater Chozen, apenas resgatar a garota.

### Level 4
A fase final é a festa após o tufão. Daniel usa uma roupa nova para esta fase e os inimigos aleatórios são agora mais difícil, exigindo dois acessos a ser derrubadas. Há também os inimigos com lanças que tomam ainda mais hits para derrotar. O chefe final, uma vez Chozen, tem uma nova reviravolta. Agora, ele tem Kumiko no chão ao lado dele e se Daniel não ocasionalmente entram em contato com ela, ela vai escorregar para fora da plataforma e se afogar. Isto resultará numa vida perdidos. Se Daniel pode conseguir derrotar o chefe sem Kumiko afogando o jogador será tratado com um final bastante curto. A cabeça do Sr. Miyagi aparece e está animado para olhar como se ele está falando e dizendo: "Você conseguiu guiado Daniel-san através de todos os desafios e tornou-se um mestre das artes marciais!"